# Гусев, Николай Иванович (художник)
Николай Иванович Гу́сев (бел. Мікалай Іванавіч Гусеў; 9 [21] декабря 1899, Вязниковский уезд, Владимирская губерния — 14 февраля 1965, Минск) — белорусский живописец, график и педагог. Автор флага Белорусской ССР 1951 года, изменённая версия которого является действующим государственным флагом Беларуси. В книге А. Н. Басава и И. М. Курково автор флага по ошибке назван Михаилом Гусевым.

## Биография
Родился в деревенской семье в Вязниковском уезде Владимировской губернии, русский по происхождению. В 1906 году отец продал имущество в деревне и работал на бумажной фабрике в соседнем Троицком-Татарове, в 1908 году семья снова переехала, отец стал работать на клейной фабрике, плотником, каменщиком, косцом. В 1912 полно Николай закончил сельскую школу, начал учиться в Мсцорском иконописном училище, закончив его в 1916 году, в числе лучших учеников, был переведён в иконописное училище в Петроград. После Февральской революции 1917 года училище ликвидировали и Гусев был вынужден вернуться домой. В 1918 году семья поехала в Барнаул, но по дороге их высадили с парохода в Пермской губернии, где тогда шли боевые действии гражданской войны. Гусев попал в Красную армию, служил писарем и работал художником, позже дивизию передислоцировали в Витебск, где он демобилизовался.
Он сразу поступил на второй курс Витебского художественного техникума, учился в одно время с Заиром Азгуром, Андреем Бембелем (1924—1926), одним из его преподавателей был Валентин Волков, с 1925 года принимал участие в выставках. Затем учился на факультете живописи Ленинградского высшего художественно-технического института (1926-1930), после чего переехал в Минск, но вскоре вернулся на учебу в Ленинград, уже на факультет графики, который был переведен в Москву и реорганизован в Московский полиграфический институт, где учился, в том числе, у Владимира Фаворского (1930—1932). В 1932 году вернулся в Минск. Член Союза советских художников БССР (1932). Работал заведующим художественным отделом Белорусского государственного издательства, затем там же консультантом. Некоторое время занимал должность заведующего отделом изобразительного искусства Департамента искусств при СНК БССР. В 1936—1941 годах преподавал в Белорусском политехническом институте. В 1939-1941 годах руководил группой рисунка и акварели при Союзе советских архитекторов в Минске. Он также был членом редколлегии журнала «Искры Ильича».
В начале Великой Отечественной войны Гусев с другими художниками был в деревне под Пуховичами, где их семьи отдыхали, а они писали пейзажи. Некоторые пытались уехать на восток, но все вернулись, а те, чьи минские жилища были разрушены, остались в деревне. Имение Гусева на Библиотечной улице уцелело, и он с семьей вернулся в Минск. Во время оккупации (1941-1944) жил в Минске с почти парализованной женой Тамарой и двумя малолетними дочерьми, сотрудничал с немецкой оккупационной администрацией. В начале войны в доме Гусева некоторое время жил Валентин Волков, вместе они стали зарабатывать портретной живописью. Работы было много, Гусев писал быстро, точно и пунктуально, и это нравилось заказчикам, немецкий язык он выучил, общаясь с ними . В послевоенной анкете Николай Гусев отметил слабое знание немецкого языка, по словам Ольги Бембель, до войны он вообще не знал немецкий, но после нескольких лет практики достиг уровня не хуже её. По словам Ольги Бембель, соседки Гусевых, они помогала военнопленному и знакомой из гетто.
По словам Валентина Тараса и Евгения Тихановича, после освобождения Минска художников Николая Гусева и Николая Дучица арестовали из-за сотрудничества с немецкой администрацией и, несмотря на заступничество Заира Азгура и Ивана Ахремчика перед Пантелеймоном Пономаренко, Николай Гусев был осужден и отбыл 4-летний срок. Однако конкретных сведений об отбывании наказания ими нет. Сразу после освобождения города Николай Гусев активно выполнял уже советские заказы.
В 1948-1950 годах учился в вечернем университете марксизма-ленинизма при Минском горкоме КПБ. С конца 1940-х по 1965 год преподавал в Белорусском политехническом институте, с 1954 года — доцент, с 1963 года — заведующий кафедрой рисунка, акварели и скульптуры.
Одна из дочерей Гусева — первая жена искусствоведа и журналиста Владимира Бойко.
Похоронен на Восточном кладбище в Минске.

## Творчество
Работал в стиле социалистического реализма, специализировался на тематических картинах и портретах.
Среди довоенных работ М. И. Гусева — тематическая картина «В литейном цеху» (1929), графические портреты Максима Горького (1934), Изи Харика (1930-е) и др., плакаты. 
Во время оккупации, в 1942-1944 годах, руководил реставрацией росписи Петропавловского собора. С этого периода, помимо частных заказов, известны портреты Адольфа Гитлера (1943), коллаборанта Радослава Островского (1944).
В послевоенный период автор портретов Андрея Бембеля, Алексея Хлебова, Янки Купалы (конец 1940-х), Петра Бровки, Григория Ширмы (1960-е), Петра Глебки, Нины Глебки, шаржей и других, тематических картин: «Строимся!» (1947), «Янка Купала и Ян Райнис» (1959) и др.. Автор изображения флага БССР образца 1951 года.
Впервые выставил свои работы, ещё будучи студентом техникума в 1925 году на Первой Всебелорусской выставке. Принимал участие во Всесоюзной художественной выставке (1950) в Москве. Член Союза художников СССР.

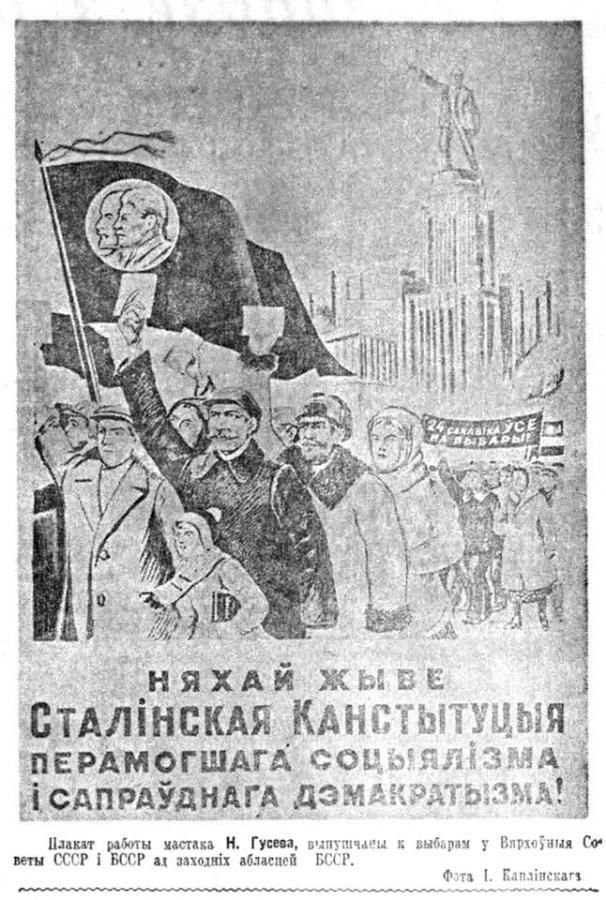
Плакат для выборов в Верховный совет БССР и СССР в западных областях Беларуси (1940)
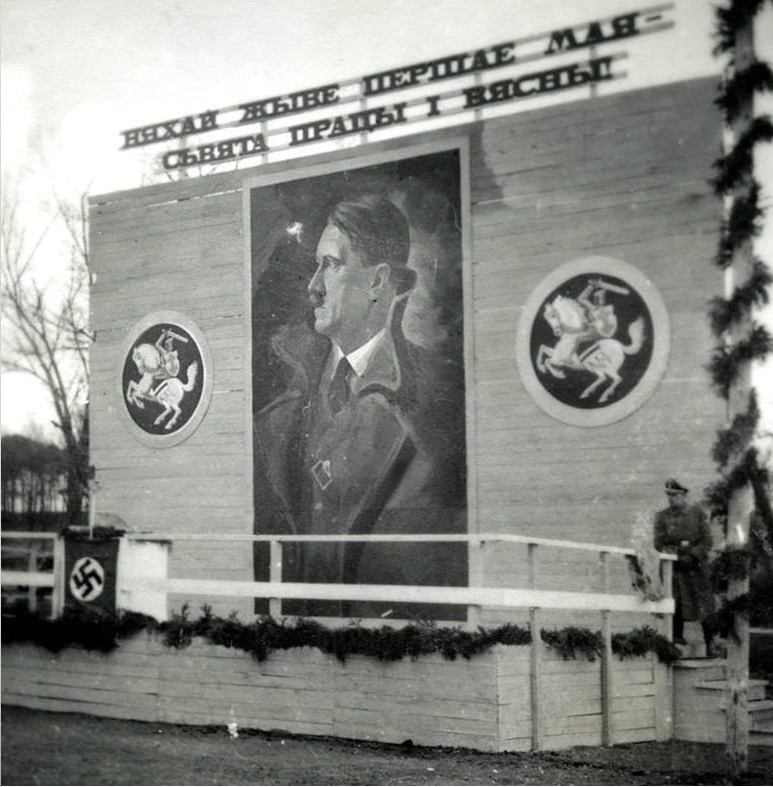
Портрет Адольфа Гитлера на трибуне первомайских празднований 1943 года в городском парке Минска
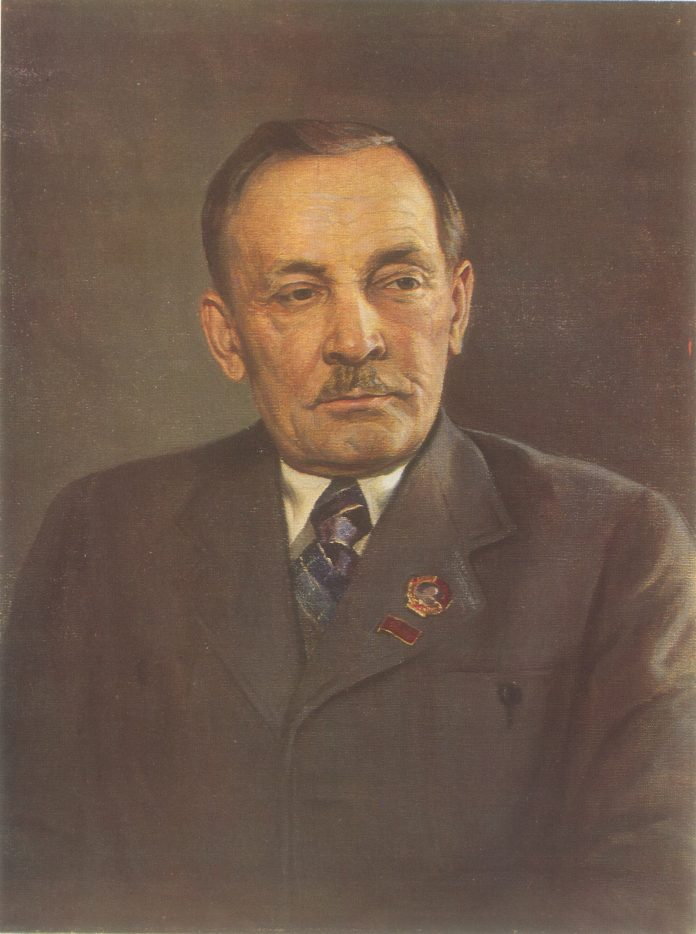
Янка Купала (1949)
Флаг Белорусской ССР (1951)
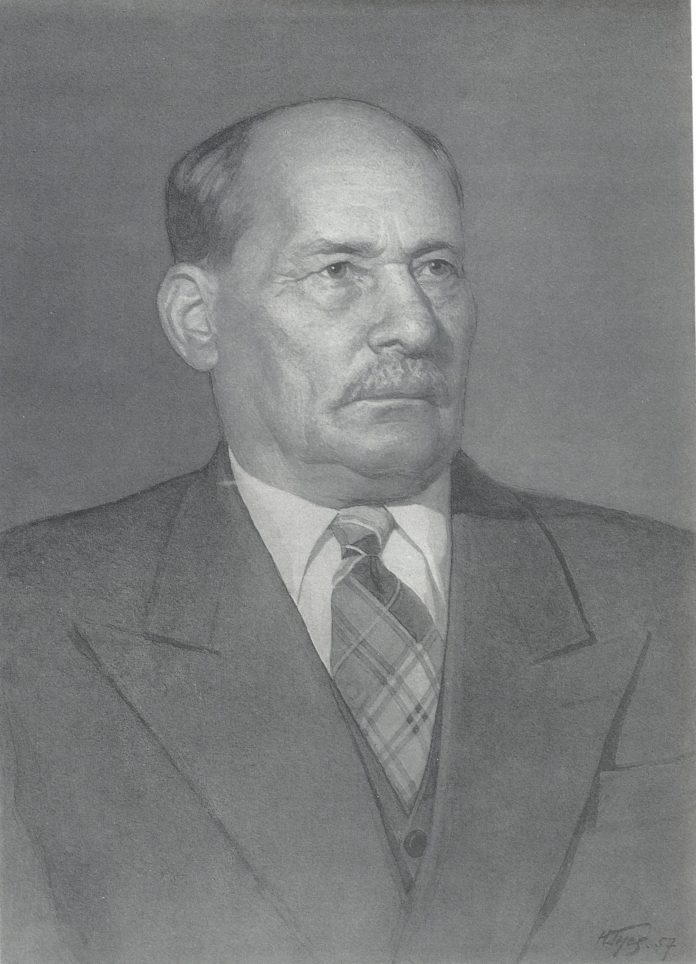
Якуб Колас (1957)
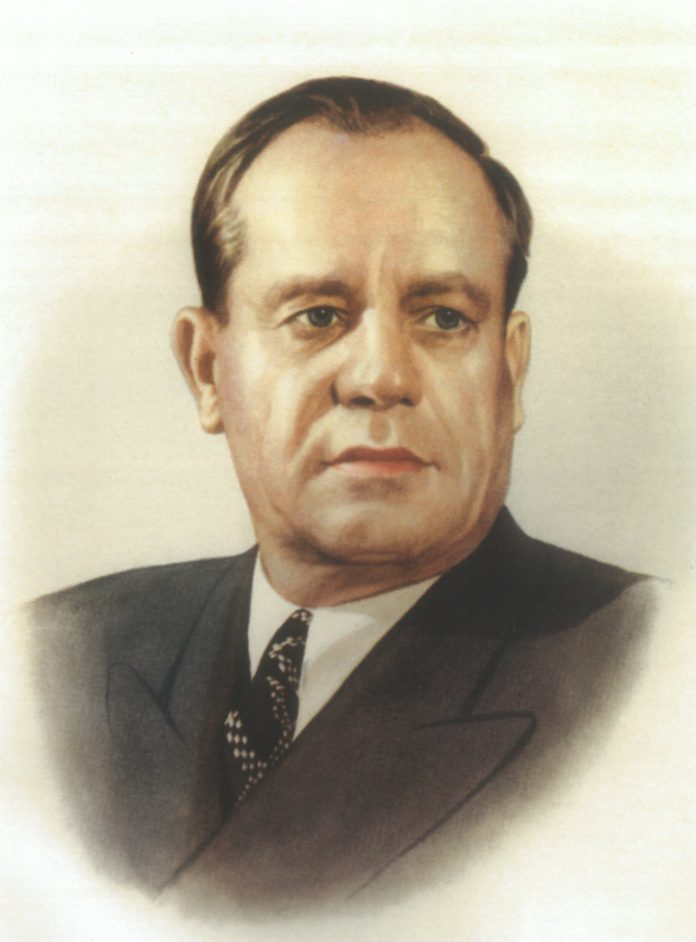
Пётр Бровка (1960)